# Teen Days
Teen Days ist eine italienische Animationsserie, geboren aus einer Idee von Elena Mora, produziert von Angelo Poggi in Koproduktion mit Cartoon One und Rai Fiction. Die Reihe, die sich auf Musik konzentriert, ist reich an Liedern, die von Giovanni Cera und Angelo Poggi geschrieben wurden.
Die ersten 13 Episoden wurden ab dem 26. Januar 2010 am Dienstag und Donnerstag um 7.25 Uhr von Rai 2 übertragen. Die zweite Staffel wurde ab dem 2. August 2010, montags bis freitags um 9.40 Uhr, ausgestrahlt. Jede Episode dauert ungefähr 26 Minuten.
Die Serie wurde für den Kidscreen Award 2011 in der Kategorie „For Tweens/Teens, Best Animated Series“ nominiert.

## Episodenliste
| Episodenliste |                            |                                         |                  |
| Staffel 1     |                            |                                         |                  |
| Folge         | Originaltitel              | Deutscher Titel                         | Erstausstrahlung |
| ------------- | -------------------------- | --------------------------------------- | ---------------- |
| 1 S01E01      | Musix School               | Schulmusix                              | 26.01.2010       |
| 2 S01E02      | Un posto per suonare       | Spielplatz                              | 28.01.2010       |
| 3 S01E03      | Thomas un genio per amico  | Thomas ein Genie für einen Freund       | 02.02.2010       |
| 4 S01E04      | Talent Show                | Talent zeigen                           | 04.02.2010       |
| 5 S01E05      | Il compleanno di Isabel    | Isabels Geburtstag                      | 09.02.2010       |
| 6 S01E06      | Elia grande cuoco          | Großer Käse Elia                        | 11.02.2010       |
| 7 S01E07      | Halloween il musical       | Musik Halloween                         | 16.02.2010       |
| 8 S01E08      | Giulietta e Romeo          | Julieta und Romeo                       | 18.02.2010       |
| 9 S01E09      | Overt the top              | Top verbergen                           | 23.02.2010       |
| 10 S01E10     | Il Plagio                  | Plagiat                                 | 25.02.2010       |
| 11 S01E11     | Un concerto sul web        | Ein Konzert im Internet                 | 02.03.2010       |
| 12 S01E12     | L’apparenza inganna        | Aussehen Cheats                         | 04.03.2010       |
| 13 S01E13     | S.O.S. Teen Days           | Erste Hilfe Schlüsselbund Teen Days     | 09.03.2010       |
| Staffel 2     |                            |                                         |                  |
| Folge         | Originaltitel              | Deutscher Titel                         | Erstausstrahlung |
| 14 S02E01     | Voglia di libertà          | Ich will Freiheit                       | 19.08.2010       |
| 15 S02E02     | Il sorriso di Sara         | Saras Lächeln                           | 20.08.2010       |
| 16 S02E03     | Illusioni in vendita       | Illusionen zum Verkauf                  | 23.08.2010       |
| 17 S02E04     | Il rivale                  | Rivalen                                 | 24.08.2010       |
| 18 S02E05     | Chi la fa l’aspetti        | Wer schaut zu schauen                   | 25.08.2010       |
| 19 S02E06     | Una giornata storta        | Ein krummer Tag                         | 26.08.2010       |
| 20 S02E07     | Il reality                 | Realität                                | 27.08.2010       |
| 21 S02E08     | Il sabotaggio di Kay       | Kays Sabotage                           | 30.08.2010       |
| 22 S02E09     | Rocky vs. Cyberdog         | Rocky gegen Cyberdog                    | 31.08.2010       |
| 23 S02E10     | Max e Kay, la sfida finale | Max und Kay, die letzte Herausforderung | 01.09.2010       |
| 24 S02E11     | Il brutto anatroccolo      | Hässliche Ente                          | 02.09.2010       |
| 25 S02E12     | Music One                  | Musik Eins                              | 03.09.2010       |
| 26 S02E13     | Rock Star                  | Rockstar                                | 06.09.2010       |

## Internationale Ausstrahlung
| Land                          | Sender                  |
| ----------------------------- | ----------------------- |
| Italien                       | Rai 2                   |
| Brasilien                     | Disney Channel          |
| Frankreich                    | Disney Channel          |
| Spanien                       | Telecinco               |
| Rumänien                      | Megamax                 |
| Vereinigte Staaten            | HBO                     |
| Deutschland                   | Disney Channel und KiKA |
| Polen                         | Disney Channel          |
| Niederlande Belgien Luxemburg | Disney Channel          |
| Griechenland                  | Star Channel            |
| Türkei                        | Disney XD               |